# 大森 (大田市)
大森（おおもり）は島根県大田市の地区である。当地の中枢地は、江戸時代に天領の支配のための大森代官所の陣屋町であり、石見銀山の鉱山町であったことで知られる。おおむね旧大森町に該当する。
明治期に大森村を経て大森町となり、大田市に編入し現在に至っている。

## 概要
中世に大森の地で銀山が発見されて以来、大内氏、小笠原氏（石見小笠原氏）、尼子氏、毛利氏など戦国大名の攻防が繰り広げられた。近世には天領（幕府直轄領）として銀山奉行（のちに大森代官）が置かれた。『銀山旧記』には大森では慶長年間から寛永年間にかけて人口が20万人に達していたという記述があり、この値はかなり誇張されていると考えられているものの、石見銀山が繁栄を極めていた時代であることは確かである。その後、次第に銀の産出量は減っていくことになる。1866年（慶応2年）7月の第二次長州戦争で石見国の幕府軍は敗走して大森は長州藩の支配下に入る。1869年（明治2年）に幕府直轄地であった旧石見銀山領は旧浜田藩領とともに大森県となると大森に県庁が置かれた。しかし、翌年に大森県は廃止されて浜田県となり大森の県庁は廃止された。1923年（大正12年）には石見銀山が閉山となるなど、その後の人口・世帯数は減少傾向にある（「平成12年国勢調査要計表速報値」によると世帯数197世帯、人口472人となっている）。
元は旧邇摩郡佐摩村と呼ばれ、明治期の町村制施行により邇摩郡大森村となり、1903年（明治36年）町制施行で大森町、1956年（昭和31年）9月30日に大田市に編入合併する。なお、旧佐摩村のうち赤波地区は明治期に久利村に編入されて以降、大田市久利町の一部となって現在に至っている。
1969年（昭和44年）には「石見銀山遺跡」が国の史跡に指定され、1987年（昭和62年）には大森の町並みが種別「鉱山町」で重要伝統的建造物群保存地区として選定された。そして、2007年（平成19年）には世界遺産「石見銀山遺跡とその文化的景観」の一部として登録された。伝統的建造物群保存地区は銀山川沿いの谷間に約2.8キロメートルにわたって続き、代官所跡などがある北部の町並み地区（大森地区）と南部の銀山地区に分かれている。

### 沿革
- 「旧高旧領取調帳データベース」の記載によると、明治初年時点では邇摩郡佐摩村が存在し、大森代官所が管轄する幕府領であった。
- 1889年（明治22年）4月1日 - 町村制の施行により、近世以来の邇摩郡佐摩村の大部分（字赤波を除く）が単独で自治体を形成して大森村が発足。
- 1903年（明治36年）11月6日 - 大森村が町制施行して大森町となる。
- 1951年（昭和26年）4月1日 - 水上村と合併し、改めて大森町が発足。
- 1956年（昭和31年）9月30日 - 大田市に編入。同市の大字となる。

- 大森の町並み（観世音寺から南を眺める）
- 大森の町並み
- 旧大森代官所跡（石見銀山資料館）
- 大森小学校